# Бадуев, Мовжди Сулейманович
Мовжди́ (Мовждин) Сулейма́нович Баду́ев (1912, Грозный, Терская область — 28 августа 1967, Грозный) — советский чеченский артист, один из зачинателей театрального искусства в Чечне, ведущий актёр Чечено-Ингушского государственного драматического театра имени Х. Нурадилова, народный артист Чечено-Ингушской АССР.

## Биография
Родился в феврале 1912 года в семье чеченского купца Сулеймана Бадуева. Окончил среднюю школу.
В Грозном в конце 1920-х годов было более ста коллективов художественной самодеятельности. Старший брат Мовжди, Саид Бадуев, писал скетчи пьесы для одного из таких кружков, которым руководил Магомед Яндаров. В 1928 году Мовжди Бадуев пришёл в этот кружок и начал постигать актёрское ремесло.
Представления всегда проходили в переполненных залах и с большим успехом. 1 мая 1931 года драматический кружок переименовали в театральную студию, назначили актёрам жалование и пригласили для них профессионального педагога из Баку, режиссёра Мамеда Алили. В студии в тот момент работало 19 человек.
Бадуев принимал активное участие во всех постановках. Среди них были спектакли «Анзор» по пьесе грузинского драматурга Сандро Шаншиашвили, «Золотое озеро» по одноимённой пьесе Саида Бадуева и другие. Первый чеченский режиссёр Гарун Батукаев, который в 1936 году оканчивал ГИТИС, выбрал для дипломного спектакля пьесу «Храбрый Кикила» грузинских авторов Георгия Нахуцришвили и Бориса Гамрекели. Стихи к спектаклю написал известный чеченский поэт Арби Мамакаев, а музыку — композитор Умар Димаев. Главную роль исполнил Мовжди Бадуев. Спектакль «Храбрый Кикила» стал большим событием в культурной жизни республики. За исполнение роли Кикилы Мовжди Бадуев стал одним из первых Заслуженных артистов республики.
В конце 1936 года Мовжди Бадуев женился на своей партнёрше Асет Исаевой. У них родились две дочери — Тамара и Раиса, которые впоследствии известными в республике театральными деятелями.
После «Храброго Кикилы» Гаруном Батукаевым был поставлен «Лекарь поневоле» Мольера, в котором Мовжди Бадуев сыграл главную роль, и который на долгие годы стал визитной карточкой Чеченского театра.
Спектакль был настолько удачным, что у театр сделал ещё одну подобную постановку, на этот раз на чеченскую тему. Так появился спектакль «Мекхаш-Мирза» («Мирза-Усач») по одноимённой пьесе Нурдина Музаева и режиссёра театра В. Вайнштейна.
Одновременно со спектаклем «Мекхаш — Мирза» в репертуаре Чечено-Ингушского театра появился спектакль «Молла-Насредин» по одноимённой пьесе драматургов А. Соловьева и В. Витковича в переводе на чеченский язык Билала Саидова. В главных ролях в этих спектаклях снова блистал Мовжди Бадуев.
В 1938 году автор большинства пьес, поставленных Чечено-Ингушским театром Саид Бадуев был репрессирован. Брат Саида, Шарпудди, посмевший поинтересоваться судьбой брата, также исчез в подвалах ЧК. Мовжди Бадуев был жестоко избит и ему было запрещено упоминать о его братьях. Театру было запрещено ставить произведения Саида Бадуева. А так как они составляли основную часть репертуара, то работа театра была фактически парализована.
Пришлось срочно обновлять репертуар. Были поставлены «Любовь Яровая» Константина Тренёва, «Шторм» Владимира Билль-Белоцерковского, «Бэла» Михаила Лермонтова.
Народный артист Бадуев в образе Максим Максимыча ещё раз доказал нам, какое многогранное дарование мы имеем в его лице. Именно таким добродушным, с напускной строгостью стариком, человеком большого сердца, отеческих чувств хочется видеть лермонтовского Максим Максимыча,
— писала газета «Грозненский рабочий» 25 октября 1940 года.
К началу 1940-х годов Мовжди Бадуев был живой легендой чеченского театра: его любили, цитировали реплики из сыгранных им ролей, старались одеваться как он.

### Великая Отечественная война
Узнав о начале Великой Отечественной войны Мовжди Бадуев пошёл в военкомат, чтобы, как и многие другие артисты театра, уйти на фронт добровольцем. Но медицинская комиссия признала его непригодным к армейской службе в военных условиях.
26 августа 1941 года концертная бригада из артистов Чечено-Ингушского театра отправилась в турне по прифронтовым площадкам. В репертуаре театра в те дни были спектакли «Олеко Дундич», «Адин Сурхо». Артистам театра удалось собрать деньги на танк, который назвали именем театра.
В апреле 1943 года Ханпаша Нурадилов стал первым чеченцем, которому было присвоено Героя Советского Союза. По просьбе артистов, театру было присвоено его имя.
23 февраля 1944 года началась депортация чеченцев и ингушей. Выпавшие на его долю трудности отразились на его здоровье — он начал глохнуть.

### Последние годы
В 1957 году, после реабилитации репрессированных народов, семья возвратилась домой. Супруги Мовжди Бадуев и Асет Исаева вернулись на сцену возрождённого Чечено-Ингушского театра. Началось восстановление прежнего репертуара. Бадуев не смог играть в возрождённом спектакле «Петимат», который был поставлен по пьесе его репрессированного брата.
Играл в спектакле «Храбрый Кикила», в котором играли его дочери.
С годами недуг Бадуева усиливался. Он ничего не слышал. Какое-то время он продолжал играть, угадывая речь партнёров по движению губ и жестикуляции. В 1964 году он вынужден был оставить сцену. 28 августа 1967 года, переходя через железнодорожные пути, он из-за глухоты не услышал приближение поезда.